# Claude-Louis Mathieu
Pour les articles homonymes, voir Mathieu.
Claude-Louis Mathieu, né le 25 novembre 1783 à Mâcon et mort le 5 mars 1875 à Paris, est un astronome français.

## Biographie
Son père, simple ouvrier menuisier sans fortune, ne put l'envoyer que dans une petite école où l'on n’apprenait qu’à lire et à écrire, et à un cours gratuit de dessin. Montrant de rares aptitudes pour les sciences exactes, qu’il étudiait seul, il fut distingué par l’abbé de Sigorgne, un prêtre savant, vicaire général du diocèse de Mâcon, qui l’encouragea dans ses dispositions et lui enseigna les premiers principes des mathématiques. Le premier préfet de Saône-et-Loire, Buffaut, ayant reconnu ses mérites, le fit partir pour Paris, en 1801, avec une lettre de recommandation pour un allié de sa famille, l’astronome Delambre, qui porta bien vite intérêt au jeune homme. Sa femme prit également dans une véritable affection de famille le jeune Mathieu, qui vivait avec une grande économie, logeant, au Marais, dans une modeste chambre que Delambre lui avait offerte sous son observatoire et suivant les cours gratuits du collège des Quatre-Nations.
En 1803, sa persévérance lui permit d’intégrer, à l’âge de 20 ans, l’École Polytechnique (X1803), dans un bon rang. Peu de temps après, il refusa néanmoins de signer, ainsi que son ami François Arago et trente-quatre autres de leurs camarades, les registres ouverts pour l’adhésion à l’Empire, mais cet incident n’eut pas de suite car Napoléon ne voulut pas sacrifier des sujets d’élite, dont plusieurs étaient en tête de leur promotion. Sorti de l’école en 1805, sans doute sous l’influence de Delambre, il se sentait attiré par l’astronomie lorsque celui-ci fit désigner, le 1er novembre 1806, Mathieu pour remplacer provisoirement Arago, qui, dès sa sortie de l’école, avait été nommé secrétaire à l’Observatoire de Paris, et venait d’être envoyé en Espagne pour le prolongement de la méridienne de France. Après le retour d’Arago, qui fut aussitôt élevé d’un grade, Mathieu fut nommé à titre définitif. Il entreprit alors, avec Biot, une longue série de mesures d’intensité de la pesanteur sur le parallèle moyen et sur la grande méridienne, dont il fut récompensé par des prix de l’Académie, en 1809 et 1812.
Nommé répétiteur du cours d’astronomie et de géodésie de l’Ecole Polytechnique, professé par Arago, le 27 décembre 1816, Mathieu fut, l’année suivante, à l’âge de 34 ans, élu à l’Académie des Sciences, dans la section d’Astronomie, en remplacement de Messier. Travailleur infatigable, chargé de rapports sur les sujets les plus variés, il y remplit toutes les fonctions, depuis celles de président jusqu’à celles d’administrateur de la fortune académique.  La même année 1817, il fut nommé membre adjoint du Bureau des Longitudes, et Delambre lui confia sa suppléance dans le cours d'astronomie du Collège de France, chaire dont il devait être titulaire, cinq ans plus tard. En 1828, il fut chargé du cours d’analyse et de mécanique à l’École Polytechnique, cours fondamental formant le centre de l’enseignement de l’école, qu’il conserva jusqu’en 1838, date à laquelle il devint examinateur de sortie, fonction qu’il exerça jusqu’en 1863. 
L’un de ses premiers travaux scientifiques de Mathieu fut de terminer la période du XVIIIe siècle de l’Histoire de L’Astronomie de son maitre et ami Delambre, qu’il compléta et enrichit de notes. Au Bureau des Longitudes, il fut chargé de diriger les calculs et la publication de la Connaissance des Temps, suppléant lui-même à l’insuffisance de certains calculateurs, jusqu’à ce que, pouvant se reposer sur son gendre Laugier de veiller à la Connaissance des Temps, il s’occupa surtout de l’Annuaire du Bureau des Longitudes, et c’est à lui qu’on doit, dans ce recueil, les indications relatives à l’astronomie, à la physique et aux questions les de la statistique. Quelques semaines avant sa mort, il terminait encore, de sa main les derniers feuillets de l’Annuaire.

### Carrière politique
Une autre tâche qu’il poursuivit durant toute sa carrière fut l’unification des poids et mesures. Membre du jury aux Expositions universelles de Londres en 1851 et 1862 et de Paris en 1855, il fut nommé, à celle de 1867, président du comité international institué pour rechercher les meilleurs moyens d’arriver à cette unification. Enfin, en 1872, à l’âge de 89 ans, il était président de la Commission Internationale du mètre. La même question fut aussi l’objet de sa constante sollicitude, au cours de ses 13 ans de carrière politique comme député de Saône-et-Loire, de 1835 à 1848. 
La révolution de 1830 ayant élargi les voies conduisant au parlement, les concitoyens de Mathieu accordèrent spontanément leurs suffrages à leur concitoyen qui n’avait sollicité aucun mandat. le collège de Mâcon-Ville le nomma député en 1835. Lors des élections de 1839, Lamartine s’étant présenté concurremment avec lui dans le premier arrondissement de Mâcon, pour lequel il opta, Duréault, candidat dans le deuxième arrondissement, celui de Cluny, s’effaça devant Mathieu ; celui-ci fut élu. Il le fut encore en 1842. Après la révolution de 1848, 127 000 électeurs du département de Saône-et-Loire sur 131 000 votants l’envoyèrent siéger à l’Assemblée nationale constituante. Il ne fut pas réélu en 1849. 
Comme son beau-frère Arago, Mathieu siégea toujours sur les bancs de l’opposition républicaine qui constituait alors l’extrême gauche de la Chambre. Estimé de ses collègues de tous les partis, il prit une part active aux travaux parlementaires, et sa compétence spéciale lui permit d’éclairer de nombreuses questions. Il fut, en 1837, rapporteur de la loi relative à l’établissement définitif en France du nouveau système des poids et mesures. Chargé, en 1840, du rapport sur les pensions de retraite des fonctionnaires civils, il prépara les éléments du projet de loi que le Ministre des Finances Georges Humann devait proposer l’année suivante. Rapporteur, en 1837, du projet de loi du chemin de fer de Paris à Rouen, il prit une part active à l’élaboration des lois sur le roulage, puis sur les chemins de fer, saisissant l’occasion pour poser les bases fondamentales des discussions relatives à cette matière. Toutes les questions relatives aux travaux publics attirèrent spécialement son attention.
À sa mort, à l’âge de 91 ans, il avait fait partie, pendant 58 ans, de l’Académie des Sciences, dont il était le doyen depuis 13 ans, travaillant jusqu’au bout. 

### Famille
Il est le beau-frère de François Arago, dont il épouse la sœur, en 1821.

### Hommages
Nommé au grade de chevalier de la Légion d'honneur, le 28 octobre 1829, il est promu au grade d'officier en 1855 puis au grade de commandeur en 1863. 
Une rue de Mâcon (l’ancienne rue des Remparts) porte son nom.

## Pour approfondir